# Godric Cercetaș
Godric Cercetaș este un personaj fictiv din seria de romane fantastice Harry Potter. Este unul din cei patru fondatori ai școlii Hogwarts. Acesta s-a născut în Peștera lui Godric, un mic cătun ce fusese denumit după acesta.
Tot în acest cătun s-a născut și Harry Potter, unde a și trăit o vreme împreună cu James Potter și Lilly Potter, părinții lui, până când au fost omorâți de lordul Cap-de-Mort. În acest cătun există un cimitir unde au fost îngropați cei doi.
Godric era un încuiat (nu avea părinți vrăjitori) și a fondat casa Cercetașilor, unde îi acceptă pe cei plini de curaj și buni la suflet. Nu ținea cont dacă sunt încuiați, cu sânge semipur sau cu sânge pur. Tocmai de aceea nu s-a înțeles niciodată cu Salazar viperin. Pe vremea aceea se spunea că Godric ar fi unul din cei mai puternici oameni de pe vremea aceea și un vrăjitor pe măsură. Simbolul casei era un leu iar culorile erau roșu cu galben. În urma lui a lăsat o sabie ce era supranumită și "Sabia lui Cercetaș". Aceasta avea puteri mistice, chiar legendare.